# Burgwall Neppermin
Der slawische Burgwall bei Neppermin, ein Ortsteil der Gemeinde Benz auf der Insel Usedom, ist eine mittelslawische Niederungsburg aus dem 9. bis 10. Jahrhundert. 
Das Bodendenkmal liegt nördlich vom Ort auf einer Halbinsel am Nepperminer See, einer Bucht des Achterwassers. Es ist eine ovale Wallburg, deren Wälle heute so gut wie planiert sind; möglicherweise ist dafür die Landwirtschaft der vergangenen Jahrhunderte verantwortlich. Die Burgreste sind heute noch bis zu vier Meter hoch erhalten und von Bäumen bestanden.